# Léonce Kouadio
Emmanuel Léonce Kouadio (* 27. Dezember 1998 in Vavoua) ist ein ivorischer Fußballspieler. Der rechte Verteidiger steht bei Waldhof Mannheim  unter Vertrag. Er besitzt neben der ivorischen und französischen auch die deutsche Staatsbürgerschaft.

## Karriere
Kouadio erlernte das Fußballspielen beim VfR Friesenheim. Von dort wechselte er 2011 in die Jugendabteilung der TSG Hoffenheim. Im Jahr 2015 zog er weiter in die Jugendabteilung des 1. FC Heidenheim. Ein Jahr später schloss er sich dem VfL Bochum an und wurde dort in der U-19 Bundesliga Süd/Südwest eingesetzt. Er kam ebenfalls in mehreren Testspielen bei den Zweitliga-Profis zum Einsatz.
Aufgrund einer Verletzung setzte er ein Jahr mit dem Fußball aus. Im Jahr 2018 schloss er sich der TSG Sprockhövel an, kam dort jedoch nicht zum Einsatz. Von dort wechselte er 2019 zu Wormatia Worms. Sein Debüt für Wormatia in der Oberliga Rheinland-Pfalz/Saar gab er am 27. Juli beim 1:1 gegen die SF Eisbachtal. Am 24. August 2019 erzielte er sein erstes Profi-Tor beim 4:2-Sieg gegen die zweite Mannschaft des 1. FC Kaiserslautern.
Im Jahr 2020 verpflichtete der SV Waldhof Mannheim den Ivorer. Er wurde zuerst in der zweiten Mannschaft der Mannheimer eingesetzt. Am 29. Februar 2020 gab er sein Debüt für den Verein in der Verbandsliga Nordbaden beim 2:1-Sieg gegen SpVgg Neckarelz. Zur Saison 2020/21 rückte er in den Profikader der ersten Mannschaft auf. Er stand beim 2:2-Unentschieden gegen Viktoria Köln am ersten Spieltag erstmals im Spieltagskader. Am 21. April 2021 kam er zu seinem Debüt in der 3. Liga bei der 0:5-Niederlage gegen den 1. FC Saarbrücken. Er wurde in der 80. Minute für Jan Hendrik Marx eingewechselt.
Im Sommer 2022 wechselte er in die Regionalliga Südwest zum FC Rot-Weiß Koblenz.